# Fermín Suárez Valido
Fermín Suárez Valido (Las Palmas de Gran Canaria 1910-Barcelona 1969) fue un arquitecto español.
Fermín Suárez nació el 26 de mayo de 1910 en Las Palmas de Gran Canaria. En 1927, marchó a Madrid para estudiar Arquitectura en la Escuela Superior de Arquitectura de esa ciudad. En 1940, volvió a Gran Canaria, donde ejerció su carrera como arquitecto. Trabajó para la Delegación Provincial de sindicatos y para Caja de Ahorros Canarias. En 1969, obtuvo el grado de doctor. 
Falleció el 23 de septiembre de 1969 en Barcelona, a donde se había desplazado para someterse a una intervención quirúrgica.

## Obras destacadas[3]
- Edificio José Antonio de viviendas sociales, en zona de la playa de Alcaravaneras de Las Palmas de Gran Canaria (1955-60).
- Gasolinera y oficinas Disa, en la calle tomás Morales de Las Palmas de Gran Canaria(1957-61). Fue rehabilitada en 2017 por el estudio Romera y Ruiz Arquitectos.[4]
- Edificio Azor I, en la avenida Mesa y López de Las Palmas de Gran Canaria (1962-1965).
- Instituto provincial de Sanidad (1946).
- La Ciudad Deportiva Gran Canaria (1953-1957).
- Centro Especial de Educación de la Caja de Ahorros de Canarias (1967-1969).